# Štěpánka Hilgertová
Štěpánka Hilgertová (nacida como Štěpánka Prošková, Praga, 10 de abril de 1968) es una deportista checa que compitió para Checoslovaquia en piragüismo en la modalidad de eslalon; doble campeona olímpica, siete veces campeona mundial y siete veces campeona europea.

## Trayectoria
Participó en seis Juegos Olímpicos de Verano, entre los años 1992 y 2012, obteniendo en total dos medallas de oro, en Atlanta 1996 y Sídney 2000, ambas en la prueba de K1 individual.
Ganó catorce medallas en el Campeonato Mundial de Piragüismo en Eslalon entre los años 1989 y 2015, y quince medallas en el Campeonato Europeo de Piragüismo en Eslalon entre los años 1996 y 2014.
Fue la abanderada de la República Checa en la ceremonia de apertura de los Juegos Olímpicos de Pekín 2008.
Su esposo Luboš, sus cuñados Ivan Hilgert y Marcela Košťálová, su hijo Luboš y su sobrina Amálie compitieron en el mismo deporte.

## Palmarés internacional
| Representando a Checoslovaquia     |                                      |                   |                |
| Campeonato Mundial                 |                                      |                   |                |
| Año                                | Lugar                                | Medalla           | Competición    |
| 1989                               | Río Savage (Estados Unidos)          | Medalla de bronce | K1 por equipos |
| 1991                               | Tacen (Yugoslavia)                   | Medalla de plata  | K1 por equipos |
| Representando a la República Checa |                                      |                   |                |
| Juegos Olímpicos                   |                                      |                   |                |
| Año                                | Lugar                                | Medalla           | Competición    |
| 1996                               | Atlanta (Estados Unidos)             | Medalla de oro    | K1 individual  |
| 2000                               | Sídney (Australia)                   | Medalla de oro    | K1 individual  |
| Campeonato Mundial                 |                                      |                   |                |
| Año                                | Lugar                                | Medalla           | Competición    |
| 1997                               | Três Coroas (Brasil)                 | Medalla de plata  | K1 individual  |
| 1999                               | Seo de Urgel (España)                | Medalla de oro    | K1 individual  |
| 2003                               | Augsburgo (Alemania)                 | Medalla de oro    | K1 individual  |
| 2003                               | Augsburgo (Alemania)                 | Medalla de oro    | K1 por equipos |
| 2005                               | Penrith (Australia)                  | Medalla de oro    | K1 por equipos |
| 2006                               | Praga (República Checa)              | Medalla de plata  | K1 por equipos |
| 2007                               | Foz do Iguaçu (Brasil)               | Medalla de plata  | K1 por equipos |
| 2007                               | Foz do Iguaçu (Brasil)               | Medalla de bronce | K1 individual  |
| 2010                               | Liubliana (Eslovenia)                | Medalla de oro    | K1 por equipos |
| 2011                               | Bratislava (Eslovaquia)              | Medalla de plata  | K1 por equipos |
| 2013                               | Praga (República Checa)              | Medalla de oro    | K1 por equipos |
| 2015                               | Londres (Reino Unido)                | Medalla de oro    | K1 por equipos |
| Campeonato Europeo                 |                                      |                   |                |
| Año                                | Lugar                                | Medalla           | Competición    |
| 1996                               | Augsburgo (Alemania)                 | Medalla de oro    | K1 por equipos |
| 1996                               | Augsburgo (Alemania)                 | Medalla de plata  | K1 individual  |
| 1998                               | Roudnice nad Labem (República Checa) | Medalla de oro    | K1 por equipos |
| 1998                               | Roudnice nad Labem (República Checa) | Medalla de plata  | K1 individual  |
| 2000                               | Mezzana (Italia)                     | Medalla de oro    | K1 individual  |
| 2000                               | Mezzana (Italia)                     | Medalla de plata  | K1 por equipos |
| 2002                               | Bratislava (Eslovaquia)              | Medalla de oro    | K1 por equipos |
| 2002                               | Bratislava (Eslovaquia)              | Medalla de bronce | K1 individual  |
| 2005                               | Tacen (Eslovenia)                    | Medalla de plata  | K1 individual  |
| 2006                               | L'Argentière-la-Bessée (Francia)     | Medalla de plata  | K1 por equipos |
| 2007                               | Liptovský Mikuláš (Eslovaquia)       | Medalla de bronce | K1 individual  |
| 2008                               | Cracovia (Polonia)                   | Medalla de oro    | K1 individual  |
| 2011                               | Seo de Urgel (España)                | Medalla de oro    | K1 por equipos |
| 2013                               | Cracovia (Polonia)                   | Medalla de bronce | K1 por equipos |
| 2014                               | Viena (Austria)                      | Medalla de oro    | K1 por equipos |